# Velencei dózsék listája
A velencei dózse (vagy olaszul: doge) a 9. századtól egészen 1797-ig fennálló Velencei Köztársaság legmagasabb rangú, élethossziglan választott állami tisztségviselője. Ha külföldi delegációk érkeztek, akkor velük szemben a független hercegi rangot viselte.
A dózsék története egészen 697-ig nyúlik vissza. A Római Birodalom bukása után az Adria nyugati partjain épült település lakói a népvándorlás véres harcai elől a tenger lagúnáiba költöztek. Ekkor jött létre Velence városa, amely a tengerre épült, és bevehetetlennek bizonyult az Itáliába érkező különböző idegen seregek számára. Ez nagyon gyors fejlődést hozott a város számára, és hamarosan tribunt is választhatott a város. A tribunust, vagyis népvezért nevezték el dózsénak, aki a kezdetek kezdetén a bizánci császárok képviselőiként ragadták meg a hatalmat. A kor szellemének megfelelően Velence első dózséi igen nagy hatalommal bírtak, hiszen a polgárok és a sereg vezetőjeként felügyelték a katonai, pénzügyi és bírói hatalmat, sőt az egyház felett is döntő szavuk lehetett.
Az alábbi táblázat a velencei dózsék névsorát tartalmazza:

## Velencei dózsék697–1000
| Dózse                                                                         | Uralkodott                  | Megjegyzések                                                                                           |
| ----------------------------------------------------------------------------- | --------------------------- | --- |
| Paolo Lucio Anafesto                                                          | 697 – †717                  | Az első dózse, akit a bizánci császár követeként neveztek ki.                                          |
| Marcello Tegalliano                                                           | 717 – †726                  | |
| Orso Ipato                                                                    | 726 – †737                  | Halálát valószínűleg a bizánci császár rendelte el.                                                    |
| A lagúnákat a császár által kinevezett magister militumok irányítják. 737–742 |                             | |
| Teodato Ipato                                                                 | 742 – †755                  | |
| Galla Lupanio                                                                 | 755 – †756                  | |
| Domenico Monegario                                                            | 756 – †764                  | |
| Maurizio Galbaio                                                              | 764 – †797                  | |
| Giovanni Galbaio                                                              | 787 – †803                  | Feldúlja Gradot.                                                                                       |
| Obelerio Antenoreo                                                            | 803 – 809, †829             | A mai Velence városának alapítója.                                                                     |
| Angelo Participazio                                                           | 809 – †827                  | Az aacheni békével kivívja Velence függetlenségét a frank és a bizánci uralkodó között.                |
| Giustiniano Participazio                                                      | 827 – †829                  | Szent Márk relikviáit parancsára hozták Velencébe. Az ő idején kezdték építeni a Szent Márk-bazilikát. |
| I. Giovanni Participazio                                                      | 829 – †836                  | Obelerio Antenoreo kivégzője, Malamocco rombadöntője.                                                  |
| Pietro Tradonico                                                              | 836 – †864. szeptember 13.  | Elsőként ütközik meg a horvát kalózokkal, csatát veszt a szaracénok ellen.                             |
| I. Orso Participazio                                                          | 864 – †881                  | II. Lajos, keleti frank uralkodóval köt szövetséget és háborút indít a szaracénok ellen.               |
| II. Giovanni Participazio                                                     | 881 – †887                  | Uralma alatt II. Márton pápa kiközösítette a várost.                                                   |
| I. Pietro Candiano (*842)                                                     | 887 – †887. szeptember 18.  | A horvát kalózok ellen indított háborúban esett el.                                                    |
| Pietro Tribuno                                                                | 888 – †911                  | Elsőként ütközik meg a magyar seregekkel.                                                              |
| II. Orso Participazio                                                         | 911 – †932                  | |
| II. Pietro Candiano                                                           | 932 – †939                  | |
| Pietro Participazio                                                           | 939 – †942                  | |
| III. Pietro Candiano                                                          | 942 – †959                  | A legendák szerint az ő idejében kezdődött a mai napig nagy látványosságnak számító velencei karnevál. |
| IV. Pietro Candiano                                                           | 959 – †976. augusztus 11.   | A német-római császár támogatásával apját taszította le a trónról.                                     |
| I. Pietro Orseolo (*928)                                                      | 976 – 978, †987. január 10. | Szentté avatták.                                                                                       |
| Vitale Candiano                                                               | 978 – †979                  | |
| Tribuno Memmo                                                                 | 979 – †991                  | |
| II. Pietro Orseolo (*961)                                                     | 991 – †1009 szeptembere     | Dalmácia elfoglalója, Bari és Tarentum felszabadítója.                                                 |

## Velencei dózsék1000–1250
| Dózse                     | Uralkodott                | Megjegyzések |
| ------------------------- | ------------------------- | --- |
| Ottone Orseolo (*993)     | 1009 – 1026, †1032        | A magyar Orseolo Péter apja, Szent István sógora, akit lázadás űz el a trónról.                                              |
| Pietro Barbolano          | 1026 – 1032, †1032 után   | |
| Domenico Flabanico        | 1032 – †1042              | Az arisztokrácia hatalmának növekedése uralma alatt kezdődött el. 1041-ben a dózse törvényben garantálta a Kistanács jogait. |
| Domenico Contarini        | 1043 – †1071              | Elsőként száll szembe Magyarországgal Záráért. Létrehozza a procuratori tisztséget.                                          |
| Domenico Selvo            | 1071 – 1084, †1087        | Korfunál csatát veszt a normannok ellen.                                                                                     |
| Vital Faliero de’Doni     | 1084 – †1095 decembere    | Győzelmet aratott a normannok felett, és felvette a Horvátok hercege címet, amely ellene fordította I. Lászlót.              |
| I. Vital Michele          | 1096 – †1102              | Az első keresztes háborúba léptette a köztársaságot.                                                                         |
| Ordelafo Faliero (*1070)  | 1102 – †1117              | Könyves Kálmán ellene háborúzott tíz éven keresztül. Ő foglalta el San Giovanni d'Acri városát a Közel-Keleten.              |
| Domenico Michele          | 1117 – †1130              | Türosz elfoglalója, aki szintén harcolt Dalmácia birtoklásáért.                                                              |
| Pietro Polani             | 1130 – †1148              | Az arisztokrácia bullát kényszerített ki tőle, amely megteremtette a köztársaság alapjait.                                   |
| Domenico Morosini         | 1148 – †1156 februárja    | Az első dózse, aki esküt tett beiktatása előtt.                                                                              |
| II. Vital Michele         | 1156 – †1172. május 28.   | Uralkodása súlyos válságba sodorta a köztársaságot, amely a dózsék hatalmának első komolyabb korlátozásához vezetett.        |
| Sebastian Ziani (*1102)   | 1172 – †1178. április 13. | Az első dózse, akit nem a népgyűlés, hanem a Nagytanács választott.                                                          |
| Orio Mastropiero          | 1178 – †1192              | Büntetőtörvény-kódexet adott ki.                                                                                             |
| Enrico Dandolo (*1107)    | 1192 – †1205. június 21.  | Konstantinápoly elfoglalója, a Latin Császárság megalakítója                                                                 |
| Pietro Ziani (*1153/1155) | 1205 – †1229. március 13. | A Quarantia létrehozója. |
| Jacopo Tiepolo            | 1229 – †1249. július 19.  | |
| Marino Morosini (*1181)   | 1249 – †1253. január 1.   | A békés gazdasági fejlődés dózséja.                                                                                          |

## Velencei dózsék1250–1500
- A velencei dózsék születési dátuma és portréja (vagy legalább címere, pénzérméje) nagyobb mennyiségben csak a 14.–15. századtól állnak rendelkezésre, így e táblázatban ezek az adatok is szerepelnek.

| Portré | Dózse                                                            | Uralkodott  | Megjegyzések                                                                            |
| ------ | ---------------------------------------------------------------- | ----------- | --------------------------------------------------------------------------------------- |
|        | Reniero Zeno † 1268. július 7.                                   | 1253 – 1268 | Az első genovai háború vezénylője, a bizánci birtokok és Konstantinápoly elvesztője.    |
|        | Lorenzo Tiepolo † 1275. augusztus 15.                            | 1268 – 1275 | Az első dózse, aki a bonyolult dózseválasztási rendszer során foglalhatta el hivatalát. |
|        | Jacopo Contarini * 1194 † 1280. március 6.                       | 1275 – 1280 | Átmeneti dózse volt.                                                                    |
|        | Giovanni Dandolo † 1289. november 2.                             | 1280 – 1289 |                                                                                         |
|        | Pietro Gradenigo * 1251 † 1311. augusztus 13.                    | 1289 – 1311 |                                                                                         |
|        | Marino Zorzi * 1231 körül † 1312. július 3.                      | 1311 – 1312 |                                                                                         |
|        | Giovanni Soranzo * 1240. július 5. † 1328. december 31.          | 1312 – 1328 |                                                                                         |
|        | Francesco Dandolo * 1258 körül † 1339. október 31.               | 1328 – 1339 |                                                                                         |
|        | Bartolomeo Gradenigo * 1259 † 1342. december 28.                 | 1339 – 1342 |                                                                                         |
|        | Andrea Dandolo * 1306. április 30. † 1354. szeptember 7.         | 1342 – 1354 |                                                                                         |
|        | Marino Falier * 1274 † 1355. április 17.                         | 1354 – 1355 |                                                                                         |
|        | Giovanni Gradenigo * 1273 † 1356. augusztus 8.                   | 1355 – 1356 |                                                                                         |
|        | Giovanni Dolfin * 1303 körül † 1361. július 12.                  | 1356 – 1361 |                                                                                         |
|        | Lorenzo Celsi * 1310 körül † 1365. július 18.                    | 1361 – 1365 |                                                                                         |
|        | Marco Cornaro * 1286 körül † 1368. január 13.                    | 1365 – 1368 |                                                                                         |
|        | Andrea Contarini * 1300/1302 † 1382. június 5.                   | 1368 – 1382 |                                                                                         |
|        | Michele Morosini * 1308 † 1382. október 16.                      | 1382        |                                                                                         |
|        | Antonio Venier * 1330 körül † 1400. november 23.                 | 1382 – 1400 |                                                                                         |
|        | Michele Steno * 1331 † 1413. december 26.                        | 1400 – 1413 |                                                                                         |
|        | Tommaso Mocenigo * 1343 † 1423. április 4.                       | 1413 – 1423 |                                                                                         |
|        | Franceso Foscari * 1373. június 19. † 1457. november 1.          | 1423 – 1457 |                                                                                         |
|        | Pasquale Malipiero * 1392 körül † 1462. május 7.                 | 1457 – 1462 |                                                                                         |
|        | Cristoforo Moro * 1390 † 1471. november 9.                       | 1462 – 1471 |                                                                                         |
|        | Nicolò Tron * 1399 † 1473. július 28. * 1399; † 1473. július 28. | 1471 – 1473 |                                                                                         |
|        | Nicolò Marcello * 1399 † 1474. december 1.                       | 1473 – 1474 |                                                                                         |
|        | Pietro Mocenigo * 1406 † 1476. február 23.                       | 1474 – 1476 |                                                                                         |
|        | Andrea Vendramin * 1393 † 1478. május 5.                         | 1476 – 1478 |                                                                                         |
|        | Giovanni Mocenigo * 1409 † 1485. szeptember 14.                  | 1478 – 1485 |                                                                                         |
|        | Marco Barbarigo * 1413 † 1486. augusztus 14.                     | 1485 – 1486 |                                                                                         |
|        | Agostino Barbarigo * 1419. június 3. † 1501. szeptember 20.      | 1486 – 1501 |                                                                                         |

## Velencei dózsék1500–1797
| Portré | Dózse                                                                  | Uralkodott  | Megjegyzések |
| ------ | ---------------------------------------------------------------------- | ----------- | ------------ |
|        | Leonardo Loredan * 1436. november 16. † 1521. június 21.               | 1501 – 1521 |              |
|        | Antonio Grimani * 1434. december 28. † 1523. május 7.                  | 1521 – 1523 |              |
|        | Andrea Gritti * 1455. április 17. † 1538. december 28.                 | 1523 – 1538 |              |
|        | Pietro Lando * 1462 † 1545. november 9.                                | 1538 – 1545 |              |
|        | Francesco Donà * 1468 † 1553. május 23.                                | 1545 – 1553 |              |
|        | Marcantonio Trivisano * 1475 körül † 1554. május 31.                   | 1553 – 1554 |              |
|        | Francesco Venier * 1489 † 1556. június 2.                              | 1554 – 1556 |              |
|        | Lorenzo Priuli * 1489 † 1559. augusztus 17.                            | 1556 – 1559 |              |
|        | Girolamo Priuli * 1486 † 1567. november 4.                             | 1559 – 1567 |              |
|        | Pietro Loredan * 1482 † 1570. május 3.                                 | 1567 – 1570 |              |
|        | Alvise Mocenigo * 1507. október 26. † 1577. június 4.                  | 1570 – 1577 |              |
|        | Sebastiano Venier * 1496 körül † 1578. március 3.                      | 1577 – 1578 |              |
|        | Nicolò da Ponte * 1491. január 15. † 1585. július 30.                  | 1578 – 1585 |              |
|        | Pasquale Cicogna * 1509. május 27. † 1595. április 2.                  | 1585 – 1595 |              |
|        | Marino Grimani * 1532. július 1. † 1605. december 25.                  | 1595 – 1605 |              |
|        | Leonardo Donato (Leonardo Donà) * 1536. február 12. † 1612. július 16. | 1606 – 1612 |              |
|        | Marcantonio Memmo * 1536. november 11. † 1615. október 31.             | 1612 – 1615 |              |
|        | Giovanni Bembo * 1543. augusztus 21. † 1618. március 16.               | 1615 – 1618 |              |
|        | Nicolò Donà * 1540. január 28. † 1618. május 9.                        | 1618        |              |
|        | Antonio Priuli * 1548. május 10. † 1623. augusztus 12.                 | 1618 – 1623 |              |
|        | Francesco Contarini * 1556. november 28. † 1624. december 6.           | 1623 – 1624 |              |
|        | Giovanni Cornaro * 1551. november 11. † 1629. december 23.             | 1624 – 1629 |              |
|        | Nicolò Contarini * 1553. szeptember 26. † 1631. április 2.             | 1630 – 1631 |              |
|        | Francesco Erizzo * 1566. február 16. † 1646. január 3.                 | 1631 – 1646 |              |
|        | Francesco Molin * 1575. április 21. † 1655. február 27.                | 1646 – 1655 |              |
|        | Carlo Contarini * 1580. július 5. † 1656. május 1.                     | 1655 – 1656 |              |
|        | Francesco Cornaro * 1585. március 6. † 1656. június 5.                 | 1656        |              |
|        | Bertuccio Valiero * 1596. július 1. † 1658. március 29.                | 1656 – 1658 |              |
|        | Giovanni Pesaro * 1589. szeptember 1. † 1659. szeptember 30.           | 1658 – 1659 |              |
|        | II. Domenico Contarini * 1585. január 28. † 1675. január 26.           | 1659 – 1675 |              |
|        | Nicolò Sagredo * 1606. december 18. † 1676. augusztus 14.              | 1675 – 1676 |              |
|        | Alvise Contarini * 1601. október 24. † 1684. január 15.                | 1676 – 1684 |              |
|        | Marcantonio Giustinian * 1619. március 2. † 1688. március 23.          | 1684 – 1688 |              |
|        | Francesco Morosini * 1619. február 26. † 1694. január 6.               | 1688 – 1694 |              |
|        | Silvestro Valier * 1630. március 28. † 1700. július 7.                 | 1694 – 1700 |              |
|        | II. Alvise Mocenigo * 1628. január 3. † 1709. május 6.                 | 1700 – 1709 |              |
|        | II. Giovanni Cornaro * 1647. augusztus 4. † 1722. augusztus 12.        | 1709 – 1722 |              |
|        | III. Alvise Mocenigo * 1662. augusztus 29. † 1732. május 21.           | 1722 – 1732 |              |
|        | Carlo Ruzzini * 1653. november 11. † 1735. január 5.                   | 1732 – 1735 |              |
|        | Alvise Pisani * 1664. január 1. † 1741. június 17.                     | 1735 – 1741 |              |
|        | Pietro Grimani * 1677. október 5. † 1752. március 7.                   | 1741 – 1752 |              |
|        | Francesco Loredan * 1685. február 9. † 1762. május 19.                 | 1752 – 1762 |              |
|        | Marco Foscarini * 1696. február 4. † 1763. március 31.                 | 1762 – 1763 |              |
|        | IV. Alvise Mocenigo * 1701. május 19. † 1778. december 31.             | 1763 – 1778 |              |
|        | Paolo Renier * 1710. november 21. † 1789. február 13.                  | 1779 – 1789 |              |
|        | Ludovico Manin * 1725. május 14. † 1802. október 24.                   | 1789 – 1797 |              |